# Endor (Biblia)
Endor (en hebreo: עיןדֹר Ēn'dōr - עיןדור Eyn'dor) es el nombre de una población existente desde el Paleolítico, que fue posteriormente cananea, israelita, romana y árabe situada cerca del Monte Tabor y del Lago de Tiberíades en la Baja Galilea, en el norte de Israel. 
Ein (עין) significa ojo o fuente, mientras Dor (דור) es un nombre común de lugar en el antiguo Israel, con el significado de hogar, pueblo o generación.

## Historia
Aunque habitado desde el período Epipaleolítico (16.000 a 8.300 a. C.), el Ein Dor actual fue fundado en 1948 por miembros del movimiento juvenil Hashomer Hatzair. Históricamente han existido varios Ein Dor: el mencionado en la Biblia, situado en una colina a cinco km del actual, un pueblo romano y luego bizantino, y otro pueblo árabe (Safsafa-صفصافا) construido sobre el anterior, que fue abandonado a consecuencia de la guerra de independencia de Israel en 1948, y que se encontraba al lado del oleoducto Irak-Mediterráneo a dos kilómetros al suroeste del actual kibutz. Cerca de este y al norte del antiguo poblado árabe y romano se encuentra la colina de Tel Zafzafot o 'colina de álamos', lugar del pueblo bíblico, y a medio kilómetro de éste la fuente que dio lugar a la localidad. Hoy en día el kibutz adoptó el nombre del antiguo asentamiento, aunque está localizado a varios kilómetros al oeste de aquel, y sus habitantes son judíos israelíes.

## Contexto bíblico
Endor es mencionado en la Biblia como perteneciente a la tribu de Manasés (Josué 17:11) y el lugar donde muere Sísara, enemigo de Israel derrotado por Débora (Salmos 83:10). Después de la muerte del profeta Samuel, el rey Saúl se disfraza y va a Endor para ver a una médium y entrar en contacto con su espíritu. En la profecía le es revelado que su ejército será vencido y que él y sus hijos morirán en batalla en Guilboa (I Samuel 28:3-19). Aún hoy el valle inmediato a la colina donde se hallaba el poblado bíblico se llama Kosemet, 'bruja' en hebreo.
- Datos: Q431722